# Linee LEGO
Di seguito viene fornita una descrizione delle linee LEGO.

## Prodotti

### Lego City
La linea Lego City, nota anche come Legoland, Lego Town e Lego World City, è una serie basata sulla vita cittadina, ed include numerosi set riferiti a polizia, vigili del fuoco, guardia costiera, ospedali e treni.
- Lego train (dal 1966)
- Boats
- Adventure (1987-1988)
- Emergency (1987-1998)
- Airport
- Service and Repair (1990)
- High Speed Adventure (1990)
- Houses (1991)
- Paradisa (1992-1997)
- Rescue (1991, 1994-1995)
- Fire (1991-1993, 1996)
- Police (1991-1993, 1996)
- Vehicles (1991, 1993)
- Race (1991-1995, 2000)
- Nautica (1992-1993)
- Flight (1992-1995)
- RSQ 911 (1992)
- Leisure (1993)
- Octan (1993)
- Launch Command/Spaceport (1995)
- Racing (1996)
- Harbor (1996)
- Airlines (1996)
- Divers (1997, 1998)
- Outback (1997)
- Extreme Team (1998)
- City Center (1998-2001)
- Space Port (1999)
- Res Q (1998)
- Arctic (1998-2000)
- World City (2003-2005)
- City (dal 2005)

### Lego Space

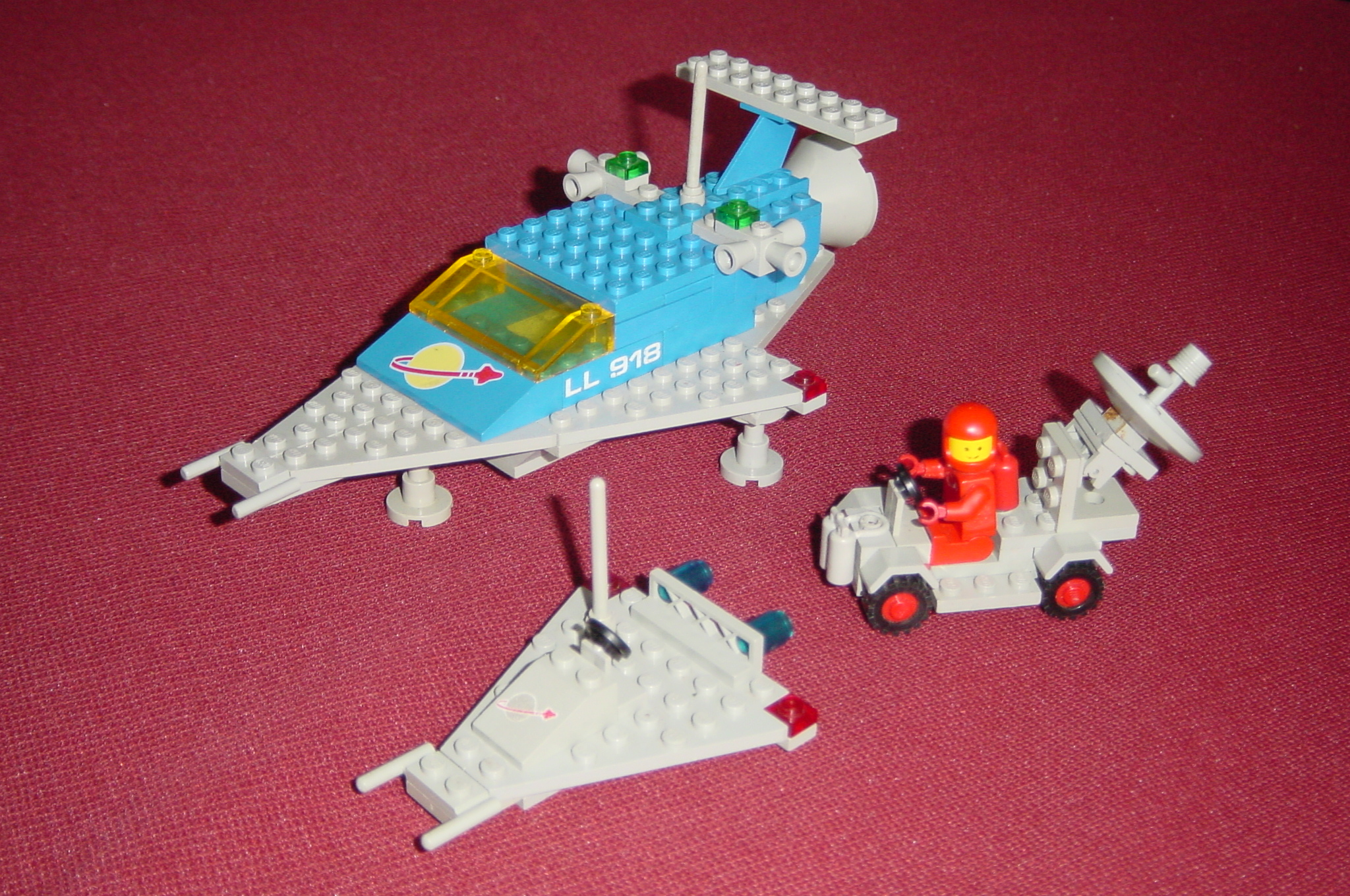
Set Lego Space classici

Lego Space è una linea basata su astronavi e astronauti.
- Lego Space serie classica (1978-1987)
- Blacktron I (1987-1990)
- Futuron (1987-1990)
- Space Police I (1989-1990, 1993)
- M:Tron (1990-1993)
- Blacktron Future Generation (1991-1993)
- Space Police II (1992-1993)
- Ice Planet 2002 (1993-1994, 1999)
- Unitron (1994-1995)
- Spyrius (1994-1996, 1999)
- Exploriens (1996)
- Roboforce (1997)
- UFO (1997-1998)
- Insectoids (1998-1999)
- Life on Mars (2001)
- Mars Mission (2007-2008)
- Space Police III (dal 2009)
- LEGO Star Wars
- LEGO Galaxy Squad

### Lego Castle

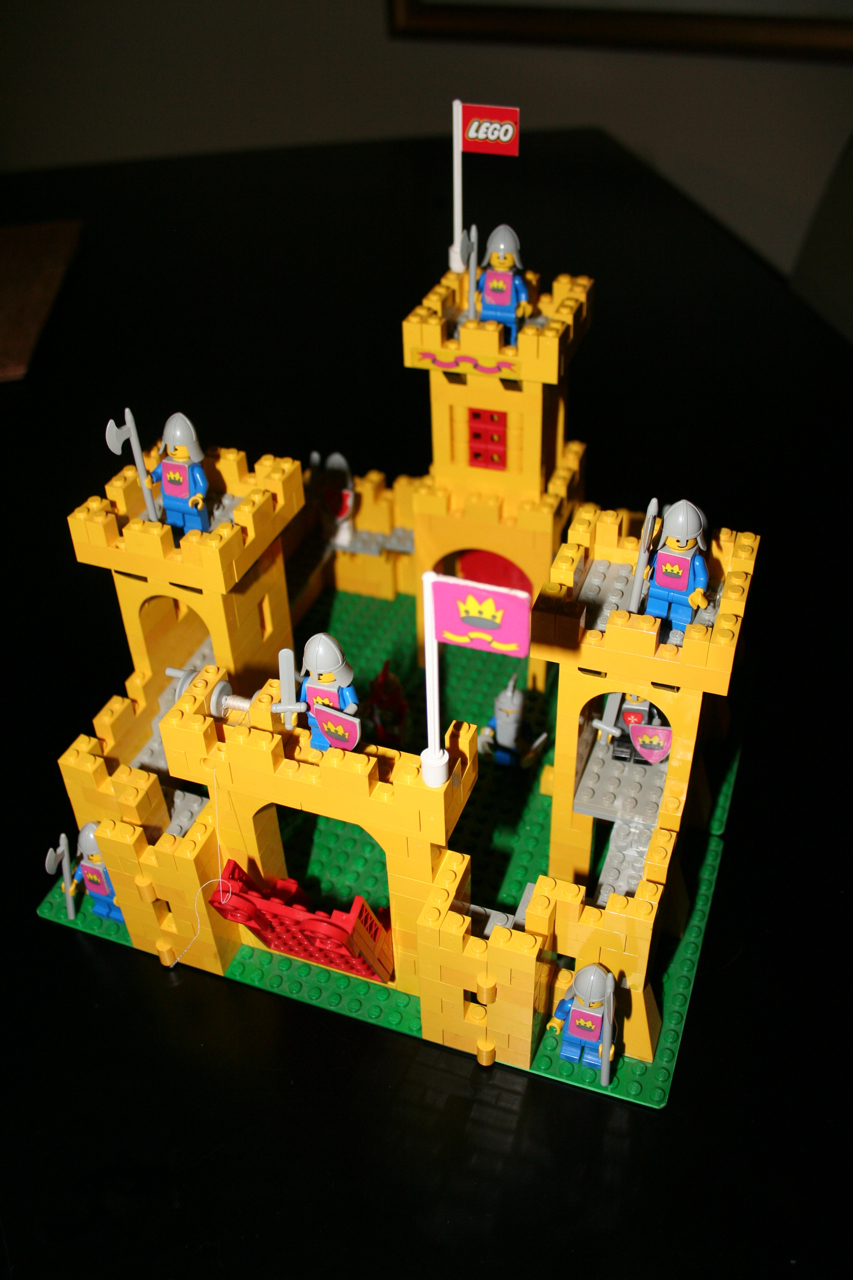
Il set 375 Castle

La linea Lego Castle è interamente dedicata alla vita medievale.
- Black Falcons (1984-1992)
- Crusaders (1984-1992)
- Forestman (1987-1990)
- Black Knights (1988-1994)
- Wolfpack (1992-1993)
- Dragon Masters (1993-1995)
- Royal Knights (1995-1997)
- Dark Forest (1996)
- Fright Knights (1997-1998)
- Knights' Kingdom (2000)
- Knights' Kingdom II (2004-2006)
- Castle (2007-2009)
- Kingdoms (2010-2013)
- Castle 2 (dal 2013)

### Lego Pirates
La prima linea Lego Pirates, ambientata nell'epoca della pirateria, risale al 1989.
- Imperial Soldiers (1989-1991)
- Imperial Guards (1992-1995)
- Imperial Armada (1996, 2001)
- Islanders (1994, 2001)
- Pirates (2009-2010)

### Lego Technic
- Universal (1984-1994)
- Arctic (1986)
- Competition (1998-2000)
- Slizer/Throwbots (1999-2000)
- Robo Riders (2000)
- Speed Slammers (2000-2001)
- Bionicle (2001-2010, 2015-presente)
- Hero Factory (2010-2014)

### Temi femminili
- Belville (dal 1994)
- Lego Scala (dal 1997 al 2001)
- Clikits (dal 2003 al 2006)
- Friends (dal 2012)
- Elves (dal 2014)

### Lego Minifigures
A maggio 2010 LEGO lancia la linea Minifigures, personaggi collezionabili venduti in bustine disponibile in negozi di giocattoli ed edicole.
| serie                                              | data di uscita | colore scatola e bustine | personaggi |
| -------------------------------------------------- | -------------- | ------------------------ | --- |
| 1ª                                                 | maggio 2010    | giallo                   | Astronauta, cacciatore tribale, cavernicolo, clown, cowboy, guardaboschi, infermiere, lottatore, mago, manichino da crash test, ninja, ragazza pompon, robot, skateboarder, subacqueo, zombie. |
| 2ª                                                 | settembre 2010 | blu chiaro               | Agente della stradale, bagnino, ballerino da discoteca, direttore del circo, esploratore, faraone, guerriero spartano, maestro di karate, mimo, musicista mariachi, pop star, sciatore, sollevatore di pesi, strega, surfista, vampiro. |
| 3ª                                                 | gennaio 2011   | verde chiaro             | Alieno spaziale, ballerina hawaiana, capotribù, elfo, giocatore di baseball, lottatore di sumo, mummia, pescatore, pilota d'aereo, pilota di auto da corsa, pirata spaziale, rapper, samurai, snowboarder, tennista, uomo gorilla. |
| 4ª                                                 | aprile 2011    | arancione                | Artista, giocatore di calcio, giocatore di hockey, gnomo da giardino, marinaio, moschettiere, mostro, musicista punk, pattinatrice su ghiaccio, ragazza con kimono, ragazza surfista, scienziato pazzo, skateboarder, tecnico anti-contaminazioni, lupo mannaro, vichingo. |
| 5ª                                                 | settembre 2011 | azzurro                  | Boscaiolo, boxer, cavernicola, detective, gangster, gladiatore, guardia reale, guardiano dello zoo, inuit, istruttrice di fitness, laureato, nano malefico, piccolo clown, regina egiziana, snowboarder, uomo lucertola. |
| 6ª                                                 | gennaio 2012   | bianco                   | Alieno, ballerina di flamenco, bandito, chirurga, dormiglione, genio, gnomo, guerriero degli altipiani, macellaio, meccanico, minotauro, ragazza intergalattica, ragazza skater, robot a molla, soldato romano, statua della Libertà. |
| 7ª                                                 | maggio 2012    | rosso                    | Campione di tennis, campionessa di nuoto, cappuccetto rosso, cavaliere del Male, donna vichinga, guerriero azteco, hippy, poliziotto galattico, programmatore di computer, ragazza rocker, ragazzo della giungla, re dell'oceano, sposa, Stuntman, suonatore di cornamusa, uomo coniglio. |
| 8ª                                                 | settembre 2012 | nero                     | Aliena cattiva, attore, Babbo Natale, capitano dei pirati, conquistatore, cowgirl, discesista, DJ, fata, giocatore di calcio, cheerleader, robot malvagio, sommozzatore, uomo d'affari, uomo in Lederhosen, vampiro pipistrello. |
| 9ª                                                 | gennaio 2013   | argento                  | Cameriere, cavaliere eroico, ciclope, fanciulla della Foresta, giudice, idraulico, imperatore romano, poliziotto, ragazza roller derby, robot da battaglia, signore del Bene e del Male, sirenetta, stella di Hollywood, uomo pollo, veggente, vendicatore alieno. |
| 10ª                                                | maggio 2013    | oro                      | Bibliotecaria, capitano della marina, clown triste, comandante romano, donna guerriero, giocatore di baseball, giocatore di paintball, guerriero con tomahawk, imbianchino, meccanico di moto, medusa, nonno, paracadutista, ragazza ape, soldato rivoluzionario, trendsetter. |
| 11ª                                                | settembre 2013 | verde                    | Alpinista, barbaro, cameriera, elfo in vacanza, guerriero Tiki, musicista jazz, nonna, omino pan di zenzero, poliziotto, robot maschio, saldatore, scienziato, signora bavarese, signora robot, spaventapasseri, yeti. |
| The Lego Movie                                     | gennaio 2014   | blu scuro                | Abramo Lincoln, Calamity Drone, Emmet casco e cellulare, Gail il muratore, la signora dei gatti, Larry il barista, Marsha la regina delle sirene, Poliduro scarabocchio, Presidente Business, ragazzo di "Tesoroo, dove sono i miei pantaloni?", uomo Martedì del Taco, uomo panda, Velma Staplebot, Wyldstyle Vecchio West, Wiley Fusilibot, William Shakespeare.                              |
| The Simpsons™                                      | maggio 2014    | azzurro                  | Apu Nahasapeemapetilon, Bart Simpson, Clancy Winchester, Fichetto, Grattachecca, Homer Simpson, Krusty il clown, Lisa Simpson, Maggie Simpson, Marge Simpson, Milhouse van Houten, Ned Flanders, Nelson Muntz, Nonno Simpson, Ralph Winchester, Signor Burns. |
| 12ª                                                | settembre 2014 | giallo                   | Bagnino, cacciatrice di dinosauri, cercatore d'oro, dea della guerra, fattorino delle pizze, genia della lampada, giullare, guerriero Unno, mago, minatore spaziale, principessa della fiabe, ragazza spettrale, ragazzo con console, rockstar, spadaccino, uomo maialino. |
| 13ª                                                | gennaio 2015   | verde chiaro             | Diva della discoteca, falegname, folletto, guerriero egizio, incantatore di serpenti, mago malvagio, paleontologa, ragazza unicorno, re classico, samurai, sceriffo, schermidore, signora ciclope, soldato alieno, soldato galattico, venditore di hot dog. |
| The Simpsons™ Series 2.0                           | giugno 2015    | giallo                   | Bartman, Uomo dei fumetti, Dr. Hibbert, Milhouse ragazzo inoico, Giardiniere Willie, Hans uomo talpa, Homer romantico, Lisa e Snowball II, Maggie e il piccolo aiutante di Babbo Natale, Marge romantica, Martin Prince, Edna Caprapall, Patty, Professor Frink, Selma, Waylon Smithers. |
| 14ª                                                | settembre 2015 | nero                     | Uomo lupo, scienziato mostro, uomo pianta, strana strega, mostro rocker, uomo scheletro, donna tigre, Gargolla, uomo d'affari zombie, cheerleader zombie, pirata zombie, Banshee, mostro mosca, donna ragno, piede quadrato, spettro. |
| 15ª                                                | febbraio 2016  | arancione                | Regina, Vigile veterinario, Ladro di gioielli, Donna tribale, Ballerina, il Guerriero volante, Fauno, Cavaliere spaventoso, Campione di lotta, Uomo-squalo, Imbranato, Lottatore di Kendo, Astronauta, Robot-Laser, Uomo delle pulizie, Contadino. |
| The Lego Disney Serie 1                            | maggio 2016    | blu                      | Stitch, Alieno, Buzz Lightyear, Aladdin, Genio della lampada, Maleficent, Alice, Stregatto, Paperina, Paperino, Minnie, Topolino, Mr. Incredibile, Syndrome, Peter Pan, Capitano Uncino, Ursula, Ariel. |
| 16ª                                                | settembre 2016 | giallo                   | Regina di ghiaccio, Guerriero del deserto, Cyborg, Piccolo diavolo, Ragazzo spaventoso, Escursionista, Fotografo della natura, Kickboxer, Pirata furfante, Ragazzo pinguino, Furfante, Vincitore show canino, Mariachi, Spia, Uomo banana, Babysitter. |
| The Lego Batman Movie                              | gennaio 2017   | oro                      | Lobster-Lovin' Batman, Eraser, Zodiac Master, King Tut, Pink Power Batgirl, Dick Grayson, Orca, Fairy Batman, Glam Metal Batman, Clan of the Cave Batman, Vacation Batman, Arkham Asylum Joker, Calculator, Red Hood, Commissioner Gordon, Barbara Gordon, March Harriet, Mime, Catman, Nurse Harley Quinn.                                                                                     |
| 17ª                                                | giugno 2017    | azzurro                  | Surfista, Chef gourmet, Venditore di hot dog, Elfa guerriera, Uomo forzuto, Yuppie, Veterinario, Minifigure misterioso, Connoisseur, Ragazza farfalla, Gladiatore romano, Uomo Pannocchia, Retro spaceman, Istruttore di danza, Battle dwarf, Rocket boy. |
| 17ª                                                | settembre 2017 | grigio                   | Flashback Garmadon, Lloyd, Kai Kendo, Lloyd Garmadon, Sushi Chef, Cole, Zane, Maestro Wu, Ragazza N-Pop, Gpl Tech, Octopus dell'esercito dello squalo, Shark Army Great White, Shark Army General #1, Shark Army Ranger, Garmadon, Spinjitzu Training Nya, Gong & Guitar Rocker, Misako, Jay Walker, Volcano Garmadon.                                                                          |
| The Lego Batman Movie Serie 2                      | gennaio 2018   | azzurro scuro            | Friends and Family Harley, Friends and Family Alfred, Clock King, Hugo Strange, Mermaid Batman, Swuimming Pool Batman (with dolphin), Tropical Joker, Vacation Robin, Vacation Batgirl, Vacation Alfred, Soccer Mom Batgirl, Killer Moth, Jayna, Zan, Apache Chief, Jor-El, General Zod, Doctor Phosphorus, Black Canary, Black Vulcan.                                                         |
| 18ª                                                | aprile 2018    | giallo scuro             | Agente di polizia del 1978, Ragazzo mattoncino, Ragazza mattoncino, Uomo-drago, Uomo fuoco d'artificio, Bambino-ragno, Ragazza vaso di fiori, Uomo-cowboy, Uomo-unicorno, Uomo-torta, Ragazza elefante, Clown della festa, Ragazza festa di compleanno, Donna cactus, Donna-gatto, Uomo auto sportiva, Ragazzo festa di compleanno.                                                             |
| The Lego Harry Potter e Animali Fantastici Serie 1 | agosto 2018    | blu scuro                | Harry Potter, Harry Potter (con Mantello invisibile), Hermione Granger, Luna Lovegood, Ron Weasley, Voldemort, Albus Silente, Dobby, Dean Thomas, Cedric Diggory, Cho Chang, Neville Paciock, Draco Malfoy, Professoressa Sibilla Cooman, Professor Filius Vitious, Alastor Moody, Newt Scamandro, Porpentina Goldstein, Queenie Goldstein, Jacob Kowalski, Percival Graves, Credence Barebone. |
| The Lego Movie 2                                   | febbraio 2019  | violetto                 | Emmet Remix Meraviglioso, Lucy pronta per la battaglia, Benny Apocalisseburg, Uomo giraffa, Ragazza pastello, Sherry Signora dei Gatti e Scarfield, Hula Lula, Uomo Anguria, Lucy Flashback, Creatura della Palude, Candy Rapper, Presidente Business golfista, Abe Apocalisseburg, Rex Vestfriend, Kitty Pop, Dorothy Gale e Toto, Codardo Leone, Spaventapasseri, Uomo di latta, Uni-kitty.   |
| The Lego Disney Serie 2                            | maggio 2019    | azzurro                  | Cip, Ciop, Qui, Quo, Qua, Zio Paperone, Edna Mode, Mr. Freezer, Hercules, Anna Elsa, Topolino e Minnie Steambot, Jasmine, Jafar, Sally, Jack Skellyngton, Ade. |
| 19ª                                                | maggio 2019    | giallo scuro             | Dogsitter, Campione dei videogiochi, Ragazzo della doccia, Giocatore di rugby, Ragazzo Orso, Ragazzo Pizza, Cacciatore di taglie galattico, Re scimmia, Programmatore, Giardiniere, Mountain Biker, Vigile del fuoco, Cavaliere del terrore, Esploratore della giungla, Mummia regina, Ragazza Volpe.                                                                                           |
| The DC Super Heroes Serie 1                        | gennaio 2020   | grigio                   | Aquaman, Batman, Bat-Mite, Bumblebee, Cyborg, Flash, Lanterna Verde, Metamorpho, Mister Miracle, Sinestro, Wonder Woman, Superman, Joker, Cacciatrice, Cheetah, Stargirl. |
| 20ª                                                | maggio 2020    | grigio                   | Ragazza pigiama, Ragazzo pignatta, Ragazza baccello, Sommozzatrice, Ragazza pirata, Ragazzo di Arti Marziali, Breakdancer, Super guerriero, Ragazzo mattoncino, Ragazza lama, Fan dello spazio, Atleta, Cavaliere del torneo, Musicista anni '80, Ragazzo drone, Vichingo. |

### Linee su licenza
Sono molte nel corso degli anni le linee basate su prodotti in licenza come film, videogiochi e personaggi dei fumetti.
- LEGO Ferrari, basate sull'azienda automobilistica Ferrari.
- LEGO Ben 10, basata sulla serie animata Ben 10.
- LEGO SpongeBob Squarepants, basata sulla serie animata SpongeBob.
- LEGO Indiana Jones, basata sulla saga di Indiana Jones, che ha dato vita anche ai videogiochi LEGO Indiana Jones: Le avventure originali (2008) e LEGO Indiana Jones 2: L'avventura continua (2009).
- LEGO Batman basata sul personaggio dei fumetti di Batman, che ha dato vita inoltre al videogioco Lego Batman (2008) che ha avuto due fortunati seguiti LEGO Batman 2: DC Super Heroes (2012), LEGO Batman 3: Gotham e oltre (2014) ed è apparso anche in LEGO Dimensions nel franchise DC Comics.
- LEGO Toy Story, basata su Toy Story, nato dalla serie di film prodotti da Disney-Pixar.
- LEGO Prince of Persia, basata sul film Prince of Persia - Le sabbie del tempo (2010).
- LEGO Harry Potter, basata sugli adattamenti cinematografici della serie di romanzi di J. K. Rowling, che ha dato vita inoltre al videogioco LEGO Harry Potter: Anni 1-4 (2010), LEGO Harry Potter: Anni 5-7 (2011) ed è apparso anche in LEGO Dimensions.
- LEGO Star Wars, basata sul franchise di Star Wars.
- LEGO Spider-Man, basata sulla serie cinematografica dell'Uomo Ragno.
- LEGO Marvel Super Heroes, basata sul film del Marvel Cinematic Universe e sugli altri eroi Marvel.
- LEGO Jurassic World, basata sulla saga cinematografica di Steven Spielberg (apparso anche in LEGO Dimensions).
- LEGO Scooby-Doo, basata sul franchise di Scooby-Doo (apparso anche in LEGO Dimensions).
- LEGO I Simpson, basata sul franchise dei Simpson (apparso anche in LEGO Dimensions).
- LEGO Doctor Who, basata sul franchise di Doctor Who (apparso anche in LEGO Dimensions).
- LEGO Ritorno al futuro, basata sulla trilogia cinematografica di Ritorno al futuro (apparso anche in LEGO Dimensions).
- LEGO Portal, basata sulla saga videoludica Portal, spin-off di Half-Life (apparso solo in LEGO Dimensions).
- LEGO Ghostbusters, basata sui due film dei Ghostbusters (apparso anche in LEGO Dimensions).
- LEGO Midway Arcade, basata sui videogiochi arcade della Midway Games (apparso solo in LEGO Dimensions).
- LEGO Ghostbusters (Reboot 2016), basata sul nuovo film dei Ghostbusters (apparso anche in LEGO Dimensions).
- LEGO Adventure Time, basata sul franchise di Adventure Time (apparso solo in LEGO Dimensions).
- LEGO A-Team, basata sulla famosa serie televisiva degli anni 80 A-Team (apparso solo in LEGO Dimensions).
- LEGO Mission: Impossible, basata sulla saga cinematografica di Mission: Impossible (apparso solo in LEGO Dimensions).
- LEGO Gremlins, basata sui due film dei Gremlins (apparso solo in LEGO Dimensions).
- LEGO E.T. l'extra-terrestre, basata sul film di Steven Spielberg (apparso solo in LEGO Dimensions).
- LEGO Animali fantastici, basata sui film di Animali fantastici (apparso anche in LEGO Dimensions).
- LEGO Sonic The Hedgehog, basata sulla famosa saga di videogiochi di Sonic the Hedgehog (apparso solo in LEGO Dimensions).
- LEGO Supercar, basata sulla famosa serie televisiva degli anni 80 Supercar (apparso solo in LEGO Dimensions).
- LEGO I Goonies, basato sul film I Goonies (apparso solo in LEGO Dimensions).
- LEGO Teen Titans Go!, basato sulla serie animata di Cartoon Network (apparso solo in LEGO Dimensions).
- LEGO The Powerpuff Girls Reboot, basato sulla serie animata di Cartoon Network e Hanna-Barbera (apparso anche in LEGO Dimensions).
- LEGO Beetlejuice - Spiritello porcello, Basato sul film di Tim Burton (apparso solo in LEGO Dimensions).
- LEGO Gli Incredibili basato sul film Disney Pixar di Brad Bird che ha dato vita anche al suo videogioco LEGO Gli Incredibili (2018)
- LEGO Overwatch basato sul famoso videogioco di Blizzard Entertainment.